# 牙齒撞脫
牙齿撞脱是指人类牙齿受到外力后完全从牙槽骨脱落的情形。
对于恒牙脱落，应尽快将其重新植入牙槽骨。乳牙则不应进行再植，以免影响之后的恒牙发育。脱落后立即进行再植可确保最佳的预后，但由于可能存在更严重的损伤，立即再植并非总是可行。研究表明，在理想的介质中保存的牙齿可在脱落后15分钟至1小时内重新植入，且预后良好。非立即再植的成功取决于残留在牙根表面的细胞的活性。在正常情况下，牙齿通过牙周韧带固定于牙龈中。当牙齿被击倒时，韧带被拉伸并裂开。维持附着于牙根表面的细胞的活性是再植后成功的关键。多年前，人们认为维持牙根细胞活力的关键是保持脱落牙齿表面湿润，因而建议使用特定的介质来保存牙齿，如水、口水和牛奶。最近的研究表明，保持活力的关键因素之一是将牙齿存放在与牙槽骨环境非常相似的环境中。该环境具有适当的重量摩爾濃度、pH值、营养代谢物和葡萄糖，有经过科学设计的存储介质可以提供这种环境。若在事故发生后60分钟内使用这种存储介质，重新种植牙齿的成功率可提高到90％以上。